# Caapiranga
Caapiranga es un municipio brasilero del estado del Amazonas. Forma parte de la mesorregión del Centro Amazonense y de la microrregión de Coari.

## Geografía
Su latitud es de 3.19.39 y a longitud de 61.12.32, teniendo un área total de 9.457 km². Su población estimada en 2004 era de 9.736 habitantes.
Su economía tiene como base el cará (raíz característica de la Amazonia).